# Філіаш
Філіаш (рум. Filiaș) — село у повіті Харгіта в Румунії. Адміністративно підпорядковане місту Крістуру-Секуєск.
Село розташоване на відстані 220 км на північ від Бухареста, 61 км на захід від М'єркуря-Чука, 122 км на південний схід від Клуж-Напоки, 82 км на північний захід від Брашова.

## Населення
За даними перепису населення 2002 року у селі проживали 1100 осіб. Рідною мовою 1098 осіб (99,8%) назвали угорську.
Національний склад населення села:
| Національність | Кількість осіб | Відсоток |
| -------------- | -------------- | -------- |
| угорці         | 915            | 83,2%    |
| цигани         | 184            | 16,7%    |